# Burchellia circumcincta
Burchellia circumcincta är en kackerlacksart som först beskrevs av Louis Jérôme Reiche och Léon Fairmaire 1847. 
Burchellia circumcincta ingår i släktet Burchellia och familjen småkackerlackor. Inga underarter finns listade.